# SC Douai
SC Douai (Sporting Club de Douai) – francuski klub sportowy z siedzibą w Douai. Założony w 1919 roku. Uczestniczył w Ligue 2 w latach 1945-49.

## Słynni gracze
- César Ruminski
- Stanislas Staho
- Bruno Zboralski
- Romain Pitau